# Posizione comune
La posizione comune è un atto del Consiglio dell'Unione europea.

## PESC
Nell'ambito della PESC la posizione comune è uno strumento giuridico col quale il Consiglio definisce l'approccio dell'Unione su una questione determinata, obbligando gli stati membri a conformarsi, nel loro ordine interno e nella loro politica estera, a quanto deciso dal Consiglio.
È stata introdotta dal trattato di Maastricht che, all'articolo J.2 del titolo V, prevede l'informazione reciproca e la concertazione tra gli stati membri in sede di Consiglio in merito alle questioni di politica estera e di sicurezza di interesse generale.

## Procedure legislative
Nell'ambito delle procedure legislative dell'Unione Europea la posizione comune è un atto con il quale il Consiglio si esprime a maggioranza qualificata sulle proposte della Commissione già esaminate ed emendate dal Parlamento.
Nella Procedura di cooperazione, istituita dall'Atto unico europeo del 1986, la posizione comune deve essere trasmessa al Parlamento che deve approvarla, rigettarla o modificarla. Se le eventuali modifiche vengono recepite dalla Commissione il Consiglio può adottare l'atto con una maggioranza qualificata. In caso contrario è necessario che si esprima all'unanimità.
Nella Procedura di codecisione, istituita dal Trattato di Maastricht del 1992 e denominata poi procedura ordinaria con l'entrata in vigore del Trattato di Lisbona, la posizione comune viene adottata solo se il Consiglio respinge in tutto o in parte gli emendamenti votati dal Parlamento. In seconda lettura il Parlamento è chiamato ad approvare, respingere o emendare la posizione comune e, in ultima analisi, il Consiglio può recepire gli emendamenti o convocare un apposito Comitato di Conciliazione.